# Комский диалект западноломбардского языка
Комский диалект западноломбардского языка (Comasco) — диалект западноломбардского языка, употребляемый в городе и пригородах Комо. Он принадлежит комско-леккийской группе диалектов.

## Характеристики
Комский диалект имеет сходства с миланским диалектом, но, точнее, занимает позицию между брианцийским и тичинским диалектами, так как употребляются  артикли ul (типичный для брианзийского диалекта) и el (типичный для миланского и тичинского диалектов).